# Dubidze
Dubidze – wieś w Polsce, położona w województwie łódzkim, w powiecie pajęczańskim, w gminie Nowa Brzeźnica.
W latach 1954–1959 wieś należała i była siedzibą władz gromady Dubidze, po jej zniesieniu w gromadzie Brzeźnica Nowa. W latach 1975–1998 miejscowość administracyjnie należała do województwa częstochowskiego.

## Integralne części wsi
| SIMC    | Nazwa            | Rodzaj     |
| ------- | ---------------- | ---------- |
| 0139436 | Janów            | przysiółek |
| 0139413 | Pieńki Dubidzkie | część wsi  |

## Historia
Dubidze były wsią królewską w tenucie brzeźnickiej w powiecie radomszczańskim województwa sieradzkiego w końcu XVI wieku.
Po rozbiorach Polski wieś znalazła się w zaborze rosyjskim. Miejscowość jako wieś oraz folwark w powiecie noworadomskim, gminie Dworszowice, parafia Brzeźnica wymienia XIX wieczny Słownik geograficzny Królestwa Polskiego. Notuje on w odniesieniu do miejscowości dwie nazwy - „Dupice” oraz „Dubidze”. Leżała ona wówczas 49. wiorst od Piotrkowa, 18. wiorst od Radomska, oraz 3. od drogi bitej oraz Brzeźnicy, a także 14. od rzeki Warty. W 1827 we wsi naliczono 56 domostw oraz 391 mieszkańców. Obok wsi znajdował się folwark  liczący 948 morg, w tym grunta orne i ogrody 518 morg, łąk 140 m., 3. morgi wody, 270 m. lasu, 17 morg nieużytków i placów. W uprawie roli stosowano płodozmian czteropolowy. W folwarku stało 7. murowanych i 14. drewnianych budynków. Przez wieś przepływała struga bez nazwy. Pod koniec XIX wieku liczyła 1101 morgów, a mieszkało w niej 76 osadników.

## Zabytki
Według rejestru zabytków Narodowego Instytutu Dziedzictwa na listę zabytków wpisane są obiekty:
- zespół dworski, nr rej.: 463/89 z 4.08.1989:
  - dwór
  - park

## Urodzeni
W Dubidzach urodził się Franciszek Czarnomski – profesor Uniwersytetu Jagiellońskiego, gleboznawca.